# Гільєрмо Кастро
Гільєрмо Кастро (ісп. Guillermo Castro, нар. 25 червня 1940, Сан-Сальвадор) — сальвадорський футболіст, що грав на позиції захисника. По завершенні ігрової кар'єри — тренер.
Виступав, зокрема, за клуб «Атлетіко Марте», а також національну збірну Сальвадору.

## Клубна кар'єра
У дорослому футболі дебютував 1960 року виступами за команду «Атлетіко Марте», в якій провів десять сезонів і двічі з командою став чемпіоном Сальвадору.
Згодом з 1971 по 1976 рік грав у складі команд УЕС та «Атлетіко Марте», а завершив ігрову кар'єру у команді «Хувентуд Індепендьєнте», за яку виступав протягом 1977 року.

## Виступи за збірну
Кастро представляв Сальвадор на Олімпійських іграх 1968 року у Мехіко, де зіграв у двох матчах — проти Ізраїлю та Гани.
У складі національної збірної Сальвадору був учасником чемпіонату світу 1970 року у Мексиці, на якому зіграв у одному матчі проти СРСР (0:2).

## Кар'єра тренера
Розпочав тренерську кар'єру невдовзі по завершенні кар'єри гравця, 1978 року, очоливши тренерський штаб клубу «Індепендьєнте Насьйональ».
Протягом тренерської кар'єри також очолював «Чалатенанго», а останнім місцем тренерської роботи був клуб «Атлетіко Марте», головним тренером команди якого Гільєрмо Кастро був протягом 1992 року.

## Титули і досягнення
- Чемпіон Сальвадору (2):

«Атлетіко Марте»: 1968/69, 1970